# 催眠治療
催眠療法，或稱催眠治療法、催眠治療、催眠心理療法等（英語：Hypnotherapy），是一種身心干預（英語：Mind–body interventions）技術，在這種干預中，催眠被用來創造一種注意力集中的狀態，並在處理生理或心理障礙或其他相關問題時，增加心理暗示能力。
該方法也被視為一種替代醫學技術。
催眠療法使用包括來自言語、環境等方面的心理暗示，使被催眠者進入放鬆、專注、注意力高度集中等類似睡眠卻非睡眠的狀態；在過程中，會使用心理暗示等指导性的意象，協助受助者处理其各种身心方面問題。
該方法與恍惚（英語：Trance）的意識狀態有密切關係。
該方法可用於練習自我催眠或（深度）放鬆。

## 實際治療用途

### 戒煙
在戒烟方面，催眠疗法比其他預防及治療措施，在治療六個月後的成功戒烟率更高。 

### 分娩
催眠疗法，可適用于分娩过程和产后護理   。目前仍未有足够的证据来确定它是否可以减轻分娩时的疼痛和有效地预防产后抑郁症。 在2012年前，學界沒有對此方法进行过深入的研究。但是，在2013年进行的研究发现：“在分娩中使用催眠会导致药理镇痛和催产素的使用减少，从而缩短了第一产程的持续时间”。  2013年，在丹麦进行了研究，得出的结论是：“自我催眠课程可改善妇女的分娩体验，并减少恐惧感”。  2015年，一组研究人员在英国进行了类似的研究：“自我催眠的积极经历给人以镇静，自信和增强分娩的感觉”。 催眠术被凯特米德尔顿（Kate Middleton）等名星使用。 

### 其他用途
在许多其他医学领域中，也有應用催眠學 。在维多利亚时代，催眠用于治疗了当时被称为歇斯底里的疾病。 
现代催眠疗法已被广泛接受，特別是用于治疗某些习惯性疾病，如控制不合理的恐惧 以及治疗失眠和成瘾等病症。 催眠术也已用于加强恢復非心理的病徵，例如手术后的乳腺癌护理甚至是肠胃疾病，包括大腸激躁症 。  